# Stazione di Helen's Bay
La stazione di Helen's Bay ( in inglese britannico Helen's Bay railway station) è una stazione ferroviaria che fornisce servizio a Helen's Bay, contea di Down, Irlanda del Nord. Attualmente l'unica linea che vi passa è la Belfast-Bangor. La stazione fu aperta il 1º maggio 1865, dopo un periodo di lavoro di due anni. Fu chiusa al transito dei treni-merci il 24 aprile 1950.

## Treni
Da lunedì a sabato c'è un treno ogni mezzora verso Portadown, Newry o Belfast, con treni aggiuntivi nelle ore di punta. Durante la sera la frequenza scende a un treno all'ora in ognuna delle due direzioni. Di domenica c'è un treno per ogni direzione ogni ora. La domenica la frequenza di un treno all'ora è costante per tutto il corso della giornata.

## Servizi ferroviari
- Belfast-Bangor

## Servizi
- Biglietteria self-service
- Distribuzione automatica cibi e bevande
- Biglietteria
- Fermata e capolinea autobus urbani
- Capolinea autolinee extraurbane
- Sottopassaggio
- Servizi igienici